# Annie (film, 1982)
Pour les articles homonymes, voir Annie.
Pour plus de détails, voir Fiche technique et Distribution.
Annie est un film musical de John Huston sorti en 1982 et adapté de la comédie musicale-homonyme de Thomas Meehan, Charles Strouse et Martin Charnin (1977), elle-même adaptée du comic-strip Little Orphan Annie d'Harold Gray (1924).

## Synopsis
En 1929, une petite fille est recluse à dix ans dans un orphelinat des bas quartiers de New York. D'une première fugue, elle a ramené un chien, Sandy, devenu son fidèle compagnon. Arrive Grace Farrell, la gouvernante du milliardaire Oliver Warbucks, venue chercher une fillette pour passer une semaine chez son employeur. Annie réussit à la séduire. Le milliardaire souhaite l'adopter. 
Mais Rooster et Lily, un couple de petits truands appâtés par une promesse de récompense et aidés par Miss Hannigan, sœur de Rooster et directrice de l'orphelinat où vit Annie, se font passer pour ses parents.

## Fiche technique
- Auteur de la comédie musicale d'origine : Thomas Meehan
- Scénario : Carol Sobieski
- Musique : Charles Strouse (paroles Martin Charnin)
- Photographie : Richard Moore
- Costumes : Theoni V. Aldredge (qui occupait ce poste pour la comédie musicale d'origine)
- Superviseuse au montage et productrice exécutive associée : Margaret Booth
- Durée : 126 minutes
- Genre : Comédie dramatique et film musical
- Format : couleur (Metrocolor), 35 mm (Panavision)
- Dates de sortie :
  - États-Unis : 17 mai 1982 (Première à New York)
  - France : 27 octobre 1982
  - Royaume-Uni, Argentine : Juillet 1982
  - Décembre 1982 dans la plupart des pays d'Europe

## Distribution
- Aileen Quinn (V.F. : Amélie Morin) : Annie
- Albert Finney (V.F. : Sady Rebbot) : Daddy Oliver Warbucks
- Ann Reinking (V.F. : Anne Germain) : Grace Farrell
- Carol Burnett (V.F. : Marie-France Roussel) : Miss Hannigan
- Tim Curry (V.F. : José Luccioni - dialogues et Michel Barouille - voix chantée) : Rooster Hannigan
- Bernadette Peters (V.F. : inconnue - dialogues et Claude Lombard - voix chantée) : Lily St. Regis
- Geoffrey Holder (V.F. : Jacques Deschamps) : Punjab
- Roger Minami : Asp
- Toni Ann Gisondi (V.F. : Jackie Berger) : Molly
- Rosanne Sorrentino : Pepper
- Lara Berk : Tessie
- April Lerman : Kate
- Robin Ignico : Duffy
- Lucie Stewart : July
- Edward Herrmann (V.F. : Philippe Dumat) : Franklin Delano Roosevelt
- Lois De Banzie (V.F. : Jacqueline Porel) : Eleanor Roosevelt
- Peter Marshall (en) (V.F. : Jean Salamero) : Bert Healy
- I.M. Hobson (V.F. : Georges Berthomieu - dialogues et Jean Cussac - voix chantée) : Drake, le majordome
- Amanda Peterson : Danseuse
- Larry Hankin (V.F. : Georges Aubert) : Agent de la fourrière
- Irving Metzman (V.F. : Roger Lumont) : M. Baluchon
- Le chien Sandy dans son propre rôle

Source : Cinémathèque

## Chansons
Les chansons du films sont toutes écrites par Charles Strouse (composition) et Martin Charnin (paroles). La plupart viennent directement de la comédie musicale, mais certaines ont été ajoutées : Gribouille, Sandy, Allons au cinéma et On garde Annie. Réciproquement, plusieurs titres de la comédie musicale de Broadway n'apparaissent pas dans le film.
- Cher matin (Tomorrow) Annie et Ensemble
- Peut-être (Maybe) - Annie
- Ça n'est pas le rêve (It's The Hard-Knock Life) - Annie et les orphelines
- Gribouille (Dumb Dog) - Annie
- Sandy (Sandy) - Annie et les orphelines
- J'aimerais rester ici (I Think I'm Gonna Like It Here) - Grace, Annie et les domestiques
- Petites filles (Little Girls) - Miss Hannigan
- Allons au cinéma (Let's Go to the Movies) - Grace, Annie, Warbucks et Ensemble
- Cher matin (Tomorrow) - Annie, Franklin Roosevelt, Eleanor Roosevelt et Warbucks
- On garde Annie (We Got Annie) - Grace et les domestiques
- Signez (Sign) - Warbucks et Miss Hannigan
- Votre sourire vous habille (You're Never Fully Dressed Without A Smile) - Bert Healy, les orphelines
- Rue du fric (Easy Street) - Miss Hannigan, Rooster et Lily
- Tous les deux à jamais (I Don't Need Anything But You) - Annie et Oliver Warbucks

Amélie Morin est la voix d'Annie sur la bande originale française du film.

## Commentaires
Titulaire de sept Tony Awards et forte de 2 377 représentations, la comédie musicale Annie se devait d'être adaptée au cinéma. Le studio Columbia acquiert les droits d'adaptation pour 9,5 millions de dollars en 1978 - un record absolu à l'époque - et entame la production du film dont on estime actuellement le budget final entre 40 et 50 millions de dollars, soit quatre à cinq fois plus que le budget du film E.T., sorti la même année.
Quelque 8 000 petites filles auditionneront pour le rôle qui est finalement confié à Aileen Quinn, âgée de onze ans, déjà professionnelle et ayant joué plusieurs rôles d'orphelines dans la comédie musicale Annie.
John Huston (dont ce sera le seul et unique film musical), que l'on dit fatigué, réalise ce film avec le plus grand professionnalisme, même s'il s'agit sans doute pour lui d'un film alimentaire. La critique à l'époque ne se montre pas très enthousiaste. Le public, pour sa part, ne boude pas complètement le film, sans pour autant lui donner le succès que connaissent E.T., Rocky 3, l'œil du tigre, Porky's ou encore La Cage aux poules, sortis la même année. Avec des recettes à peine supérieures à son budget, Annie frôle la catastrophe.
Malgré cet accueil mitigé, Annie est une des dernières véritables comédies musicales hollywoodiennes à gros budget, si ce n'est la dernière. Tant bien que mal, près de vingt-cinq ans après sa sortie, le film reste un classique des vidéothèques et bénéficie de l'affection du public.

## Suites
Dans son contrat, Columbia avait acquis le droit de réaliser une suite à Annie et, voyant des ventes et des locations de VHS plutôt engageantes, se lance dans la production de Annie: A Royal Adventure!, film réservé au circuit télé/vidéo sorti en 1995.
En 1999, le studio Disney a produit Annie, un téléfilm adapté lui aussi de la comédie musicale Annie, réalisé par Rob Marshall. Il s'agit d'un remake du film de 1982. Les chansons et les décors sont soignés, le casting de qualité mais les chorégraphies sont plutôt pauvres. L'ambiance générale n'a cependant rien conservé de la profonde noirceur du film de John Huston, il s'agit là d'une version plus rassurante.
En 2014, Colombia Pictures sort Annie, un nouveau remake mais cette fois avec l'histoire originale transportée au présent. C'est une adaptation très moderne qui inclut de nouvelles chansons.